# Simmons Airlines
Simmons Airlines — колишня регіональна авіакомпанія Сполучених Штатів зі штаб-квартирою в Чикаго (штат Іллінойс), на базі якої сформовано великий авіаперевізник American Eagle Airlines.

## Історія
Авіакомпанія Simmons Airlines була утворена в 1976 році і почала регулярні пасажирські перевезення між містами Маркветт і Лансінг (штат Мічиган) на єдиному літаку Piper PA-31 Navajo. У 1980-х роках компанія виконувала регулярні рейси з декількох аеропортів Мічигану в Чикаго і Детройт, а її повітряний флот був збільшений за рахунок придбання літаків Embraer EMB 110 Bandeirante, Shorts 360 і NAMC YS-11.
28 квітня 1985 року Simmons Airlines розпочала роботу під торговою маркою Republic Express (пізніше — Northwest Airlink) магістральної авіакомпанії Northwest Airlines, виконуючи цілий ряд регулярних рейсів з Детройта, а 1 жовтня того ж року — під брендом American Eagle, здійснюючи регулярні пасажирські перевезення з Чикаго за угодою з іншим магістралом — авіакомпанією American Airlines.
1 серпня 1987 року авіакомпанія Simmons Airlines була придбана авіаційним холдингом AMR Corporation, у зв'язку з чим автоматично було розірвано партнерську угоду з Northwest Airlines. 28 травня 1993 року до складу холдингу увійшла керуюча компанія Metro Airlines Leasing (відома також, як «Metroflight») разом зі своїми регіональними перевізниками Metro Airlines і Chaparral Airlines. Маршрутні мережі обох поглинених авіакомпаній були передані новому перевізнику American Eagle Airlines, який був створений на базі набутої раніше Simmons Airlines.
15 травня 1998 року холдинг AMR Corporation провів злиття перевізників Wings West Airlines і Flagship Airlines з Simmons Airlines, після чого загальна назва об'єднаної авіакомпанії було змінено на «American Eagle Airlines». При цьому число операційних сертифікатів експлуатанта було зменшено до двох одиниць під підрозділу холдингу «American Eagle Airlines Inc.» і Executive Airlines.

## Авіаподії і нещасні випадки
- 31 жовтня 1994 року, рейс 4184 під брендом American Eagle Міжнародний аеропорт Індіанаполіс — Міжнародний аеропорт О'хара (Чикаго), літак ATR-72-212 (реєстраційний номер N401AM). При підході до аеропорту призначення у фазі зниження до визначеної висоти в 2438,4 метрів лайнер перекинувся через крило, став швидко втрачати висоту і розбився в районі міста Розлон (штат Індіана). Загинуло 64 пасажирів і 4 члени екіпажу. Причинами катастрофи визначені невідповідна конструкція гумових антиобледенільних щіток і відсутність у польотної інструкції адекватної інформації про вплив зледеніння на керованість літака. Протягом кількох місяців усі лайнери ATR авіакомпанії були передані у транзитні вузли Маямі і Карибського басейну для роботи на регулярних маршрутах, на яких обледеніння практично не зустрічається[2].